# Le Hérie-la-Viéville
Le Hérie-la-Viéville är en kommun i departementet Aisne i regionen Hauts-de-France i norra Frankrike. Kommunen ligger  i kantonen Sains-Richaumont som ligger i arrondissementet Vervins. År 2022 hade Le Hérie-la-Viéville 194 invånare.

## Befolkningsutveckling
Antalet invånare i kommunen Le Hérie-la-Viéville
Referens: INSEE